# FINA Water Polo World League 2016 (femminile)
La World League femminile di pallanuoto 2016 (FINA Water Polo World League 2016) è stata la 13ª edizione della manifestazione che viene organizzata annualmente dalla FINA. Il torneo si è svolto in due fasi, un turno di qualificazione e la Super Final, tenutasi a Shanghai dal 7 al 12 giugno 2016.
La competizione è partita ufficialmente il 22 ottobre 2015 con i gironi di qualificazione europei, mentre il torneo intercontinentale di qualificazione è stato giocato tra il 16 e il 21 febbraio 2016.

## Turno di qualificazione

### Europa
Le 8 squadre europee sono state divise in due gironi disputati con gare di andata e ritorno dal 22 ottobre 2015 al 3 maggio 2016. Si sono qualificate alla Super Final le prime in classifica di ciascun girone e la migliore delle due seconde.

#### Gruppo A
|    | Squadra     | Pti | G | V | VR | PR | P | GF | GS | DR  |
| -- | ----------- | --- | - | - | -- | -- | - | -- | -- | --- |
| 1. | Italia      | 13  | 6 | 4 | 0  | 1  | 1 | 75 | 55 | +20 |
| 2. | Paesi Bassi | 12  | 6 | 4 | 0  | 0  | 2 | 62 | 56 | +6  |
| 3. | Ungheria    | 11  | 6 | 3 | 1  | 0  | 2 | 63 | 52 | +11 |
| 4. | Francia     | 0   | 6 | 0 | 0  | 0  | 6 | 35 | 72 | -37 |

| Data     | Sede       | Gara        | Gara        | Gara        |
| -------- | ---------- | ----------- | ----------- | ----------- |
| 22-10-15 | Nijverdal  | Paesi Bassi | 11-10       | Italia      |
| 27-10-15 | Amersfoort | Paesi Bassi | 12-7        | Francia     |
| 27-10-15 | Budapest   | Ungheria    | 17-15 (dtr) | Italia      |
| 24-11-15 | Budapest   | Ungheria    | 7-10        | Paesi Bassi |
| 24-11-15 | Avezzano   | Italia      | 15-5        | Francia     |
| 08-12-15 | Troyes     | Francia     | 9-18        | Ungheria    |
| 23-02-16 | Lilla      | Francia     | 8-12        | Paesi Bassi |
| 23-02-16 | Novara     | Italia      | 10-7        | Ungheria    |
| 12-04-16 | Abbeville  | Francia     | 5-10        | Italia      |
| 12-04-16 | Dordrecht  | Paesi Bassi | 7-9         | Ungheria    |
| 03-05-16 | Budapest   | Ungheria    | 5-1         | Francia     |
| 03-05-16 | Bari       | Italia      | 15-10       | Paesi Bassi |

#### Gruppo B
|    | Squadra  | Pti | G | V | VR | PR | P | GF  | GS  | DR  |
| -- | -------- | --- | - | - | -- | -- | - | --- | --- | --- |
| 1. | Spagna   | 14  | 6 | 4 | 1  | 0  | 1 | 100 | 58  | +42 |
| 2. | Russia   | 12  | 6 | 4 | 0  | 0  | 2 | 85  | 68  | +17 |
| 3. | Grecia   | 10  | 6 | 3 | 0  | 1  | 2 | 90  | 57  | +33 |
| 4. | Germania | 0   | 6 | 0 | 0  | 0  | 6 | 34  | 126 | -92 |

| Data     | Sede       | Gara     | Gara        | Gara     |
| -------- | ---------- | -------- | ----------- | -------- |
| 27-10-15 | Mosca      | Russia   | 19-8        | Germania |
| 27-10-15 | Atene      | Grecia   | 16-17 (dtr) | Spagna   |
| 24-11-15 | Mosca      | Russia   | 12-7        | Grecia   |
| 24-11-15 | Stoccarda  | Germania | 8-20        | Spagna   |
| 08-12-15 | Barcellona | Spagna   | 16-9        | Russia   |
| 08-12-15 | Atene      | Grecia   | 21-1        | Germania |
| 23-02-16 | Amburgo    | Germania | 10-22       | Russia   |
| 01-03-16 | Sabadell   | Spagna   | 13-9        | Grecia   |
| 12-04-16 | Atene      | Grecia   | 15-9        | Russia   |
| 12-04-16 | Manresa    | Spagna   | 21-2        | Germania |
| 03-05-16 | Mosca      | Russia   | 14-13       | Spagna   |
| 03-05-16 | Heidelberg | Germania | 5-23        | Grecia   |

### Torneo intercontinentale
Il torneo di qualificazione intercontinentale si è svolto dal 16 al 21 febbraio a Lewisville, in Texas (Stati Uniti). Le squadre hanno disputato un girone all'italiana, al termine del quale sono state disputate la finale tra le prime 2 classificate e la finale per il terzo posto tra la terza e la quarta. Le prime quattro si sono qualificate alla Super Final. La Cina è automaticamente qualificata in quanto Paese ospitante della fase finale. Data la qualificazione della Cina come quarta classificata, il suo posto come Paese ospitante è stato preso dal Brasile, quinta classificata.

#### Prima fase
|    | Squadra     | Pti | G | V | VR | PR | P | GF | GS | DR  |
| -- | ----------- | --- | - | - | -- | -- | - | -- | -- | --- |
| 1. | Stati Uniti | 15  | 5 | 5 | 0  | 0  | 0 | 77 | 18 | +59 |
| 2. | Australia   | 12  | 5 | 4 | 0  | 0  | 1 | 69 | 27 | +42 |
| 3. | Canada      | 9   | 5 | 3 | 0  | 0  | 2 | 54 | 56 | -2  |
| 4. | Cina        | 6   | 5 | 2 | 0  | 0  | 3 | 50 | 57 | -7  |
| 5. | Brasile     | 3   | 5 | 1 | 0  | 0  | 4 | 28 | 64 | -36 |
| 6. | Giappone    | 0   | 5 | 0 | 0  | 0  | 5 | 28 | 84 | -56 |

| Data     | Gara        | Gara  | Gara        |
| -------- | ----------- | ----- | ----------- |
| 16-02-16 | Australia   | 12-10 | Cina        |
| 16-02-16 | Brasile     | 2-17  | Stati Uniti |
| 16-02-16 | Giappone    | 10-19 | Canada      |
| 17-02-16 | Canada      | 2-11  | Australia   |
| 17-02-16 | Brasile     | 10-7  | Giappone    |
| 17-02-16 | Stati Uniti | 19-5  | Cina        |
| 18-02-16 | Cina        | 14-15 | Canada      |
| 18-02-16 | Giappone    | 2-19  | Stati Uniti |
| 18-02-16 | Australia   | 15-3  | Brasile     |
| 19-02-16 | Brasile     | 6-11  | Cina        |
| 19-02-16 | Giappone    | 4-26  | Australia   |
| 19-02-16 | Stati Uniti | 14-4  | Canada      |
| 20-02-16 | Cina        | 10-5  | Giappone    |
| 20-02-16 | Brasile     | 7-14  | Canada      |
| 20-02-16 | Australia   | 5-8   | Stati Uniti |

#### Finali
| Data     | Turno       | Gara        | Gara | Gara      |
| -------- | ----------- | ----------- | ---- | --------- |
| 21-02-16 | 5º-6º posto | Brasile     | 9-8  | Giappone  |
| 21-02-16 | 3º-4º posto | Canada      | 6-10 | Cina      |
| 21-02-16 | 1º-2º posto | Stati Uniti | 6-5  | Australia |

## Super Final
Si è disputata a Shanghai dal 7 al 12 giugno 2016.

### Fase a gironi

#### Gruppo A
|    | Squadra   | Pti | G | V | VR | PR | P | GF | GS | DR  |
| -- | --------- | --- | - | - | -- | -- | - | -- | -- | --- |
| 1. | Australia | 9   | 3 | 3 | 0  | 0  | 0 | 34 | 20 | +14 |
| 2. | Cina      | 6   | 3 | 2 | 0  | 0  | 1 | 20 | 25 | -5  |
| 3. | Italia    | 3   | 3 | 1 | 0  | 0  | 2 | 23 | 29 | -6  |
| 4. | Russia    | 0   | 3 | 0 | 0  | 0  | 3 | 26 | 29 | -3  |

| Data     | Gara      | Gara  | Gara      |
| -------- | --------- | ----- | --------- |
| 07-06-16 | Australia | 11-10 | Russia    |
| 07-06-16 | Italia    | 7-8   | Cina      |
| 08-06-16 | Italia    | 9-8   | Russia    |
| 08-06-16 | Australia | 10-3  | Cina      |
| 09-06-16 | Italia    | 7-13  | Australia |
| 09-06-16 | Cina      | 9-8   | Russia    |

#### Gruppo B
|    | Squadra     | Pti | G | V | VR | PR | P | GF | GS | DR  |
| -- | ----------- | --- | - | - | -- | -- | - | -- | -- | --- |
| 1. | Stati Uniti | 9   | 3 | 3 | 0  | 0  | 0 | 43 | 20 | +23 |
| 2. | Spagna      | 6   | 3 | 2 | 0  | 0  | 1 | 36 | 30 | +6  |
| 3. | Canada      | 3   | 3 | 1 | 0  | 0  | 2 | 36 | 31 | +5  |
| 4. | Brasile     | 0   | 3 | 0 | 0  | 0  | 3 | 12 | 46 | -34 |

| Data     | Gara        | Gara  | Gara        |
| -------- | ----------- | ----- | ----------- |
| 07-06-16 | Spagna      | 16-12 | Canada      |
| 07-06-16 | Stati Uniti | 20-2  | Brasile     |
| 08-06-16 | Spagna      | 10-6  | Brasile     |
| 08-06-16 | Stati Uniti | 11-8  | Canada      |
| 09-06-16 | Spagna      | 10-12 | Stati Uniti |
| 09-06-16 | Canada      | 16-4  | Brasile     |

### Fase a eliminazione diretta
|  | Quarti di finale | Quarti di finale |             |      | Semifinali                | Semifinali                |  |  | Finale   | Finale |
|  |                  |                  |             |      |                           |                           |  |  |          |        |
|  | 10-06-16         |                  |             |      |                           |                           |  |  |          |        |
|  |                  |                  |             |      |                           |                           |  |  |          |        |
|  | Cina             | 13               |             |      |                           |                           |  |  |          |        |
|  | Cina             | 13               | 11-06-16    |      |                           |                           |  |  |          |        |
|  | Canada           | 8                |             |      |                           |                           |  |  |          |        |
|  | Canada           | 8                | Cina        | 5    |                           |                           |  |  |          |        |
|  | 10-06-16         |                  | Cina        | 5    |                           |                           |  |  |          |        |
|  |                  | Stati Uniti      | 11          |      |                           |                           |  |  |          |        |
|  | Russia           | Stati Uniti      | 11          | 7    |                           |                           |  |  |          |        |
|  | Russia           |                  | 12-06-16    | 7    |                           |                           |  |  |          |        |
|  | Stati Uniti      | 14               |             |      |                           |                           |  |  |          |        |
|  | Stati Uniti      | 14               | Stati Uniti | 13   |                           |                           |  |  |          |        |
|  | 10-06-16         |                  | Stati Uniti | 13   |                           |                           |  |  |          |        |
|  |                  | Spagna           | 9           |      |                           |                           |  |  |          |        |
|  | Italia           | Spagna           | 9           | 5    |                           |                           |  |  |          |        |
|  | Italia           | 11-06-16         |             | 5    |                           |                           |  |  |          |        |
|  | Spagna           | 8                |             |      |                           |                           |  |  |          |        |
|  | Spagna           | 8                | Spagna      | 10   | Finale per il terzo posto | Finale per il terzo posto |  |  |          |        |
|  | 10-06-16         |                  | Spagna      | 10   | Finale per il terzo posto | Finale per il terzo posto |  |  |          |        |
|  |                  | Australia        | 8           |      |                           |                           |  |  |          |        |
|  | Australia        | Australia        | 8           | 11   | Australia                 | 10                        |  |  |          |        |
|  | Australia        |                  |             | 11   | Australia                 | 10                        |  |  |          |        |
|  | Brasile          | 2                |             | Cina | 3                         |                           |  |  |          |        |
|  | Brasile          | 2                |             |      | 3                         |                           |  |  |          |        |
|  |                  |                  |             |      |                           |                           |  |  | 12-06-16 |        |
|  |                  |                  |             |      |                           |                           |  |  |          |        |

|  | Semifinali 5º/8º posto | Semifinali 5º/8º posto | Semifinali 5º/8º posto |        |        | Finale 5º posto | Finale 5º posto | Finale 5º posto |  |
|  |                        |                        |                        |        |        |                 |                 |                 |  |
|  | Canada                 | Canada                 | 4                      |        |        |                 |                 |                 |  |
|  | Canada                 | Canada                 | 4                      |        |        |                 |                 |                 |  |
|  | Russia                 | Russia                 | 15                     |        |        |                 |                 |                 |  |
|  | Russia                 | Russia                 | 15                     |        | Russia | Russia          | 8               |                 |  |
|  |                        |                        |                        |        | Russia | Russia          | 8               |                 |  |
|  |                        |                        | Italia                 | Italia | 10     |                 |                 |                 |  |
|  | Italia                 | Italia                 | Italia                 | Italia | 10     | 7               |                 |                 |  |
|  | Italia                 | Italia                 |                        |        |        | 7               |                 |                 |  |
|  | Brasile                | Brasile                | 6                      |        |        | Finale 7º posto | Finale 7º posto | Finale 7º posto |  |
|  | Brasile                | Brasile                | 6                      |        |        |                 |                 |                 |  |
|  |                        |                        |                        |        |        |                 |                 |                 |  |
|  |                        |                        |                        |        |        | Canada          | Canada          | 12              |  |
|  |                        |                        |                        |        |        | Canada          | Canada          | 12              |  |
|  |                        |                        |                        |        |        | Brasile         | Brasile         | 6               |  |

## Classifica finale
| Pos. | Squadra     |
| ---- | ----------- |
|      | Stati Uniti |
|      | Spagna      |
|      | Australia   |
| 4    | Cina        |
| 5    | Italia      |
| 6    | Russia      |
| 7    | Canada      |
| 8    | Brasile     |